# Lesonice (Morávia do Sul)
Lesonice é uma comuna checa localizada na região de Morávia do Sul, distrito de Znojmo.